# Medycy powstania warszawskiego w powojennym Szczecinie
W okresie 1939–1945 i po wojnie Szczecin był areną głębokich zmian, niezgodnych z zamierzeniami Hitlera (Mein Kampf) i stron paktu Hitler–Stalin oraz z celami państw Osi – 1 stycznia 1942 roku przedstawiciele 26 państw podpisali Deklarację Narodów Zjednoczonych, zobowiązującą do wspólnej walki z Państwami Osi. W wyniku wojny w roku 1945 zachodnia granica Polski została przesunięta na zachód i Szczecin z otoczeniem został uznany za część „Ziem Odzyskanych”. Konsekwencją zmian granic była wielka migracja ludności (nazywana „repatriacją”).
Uczestniczący w powstaniu warszawskim lekarze, sanitariusze i sanitariuszki, którzy po upadku powstania musieli opuścić Warszawę, wnieśli istotny wkład w tworzenie placówek i systemów ochrony zdrowia na terenach nazywanych polskim „Dzikim Zachodem”.

## Szczecin w latach 1939–1945

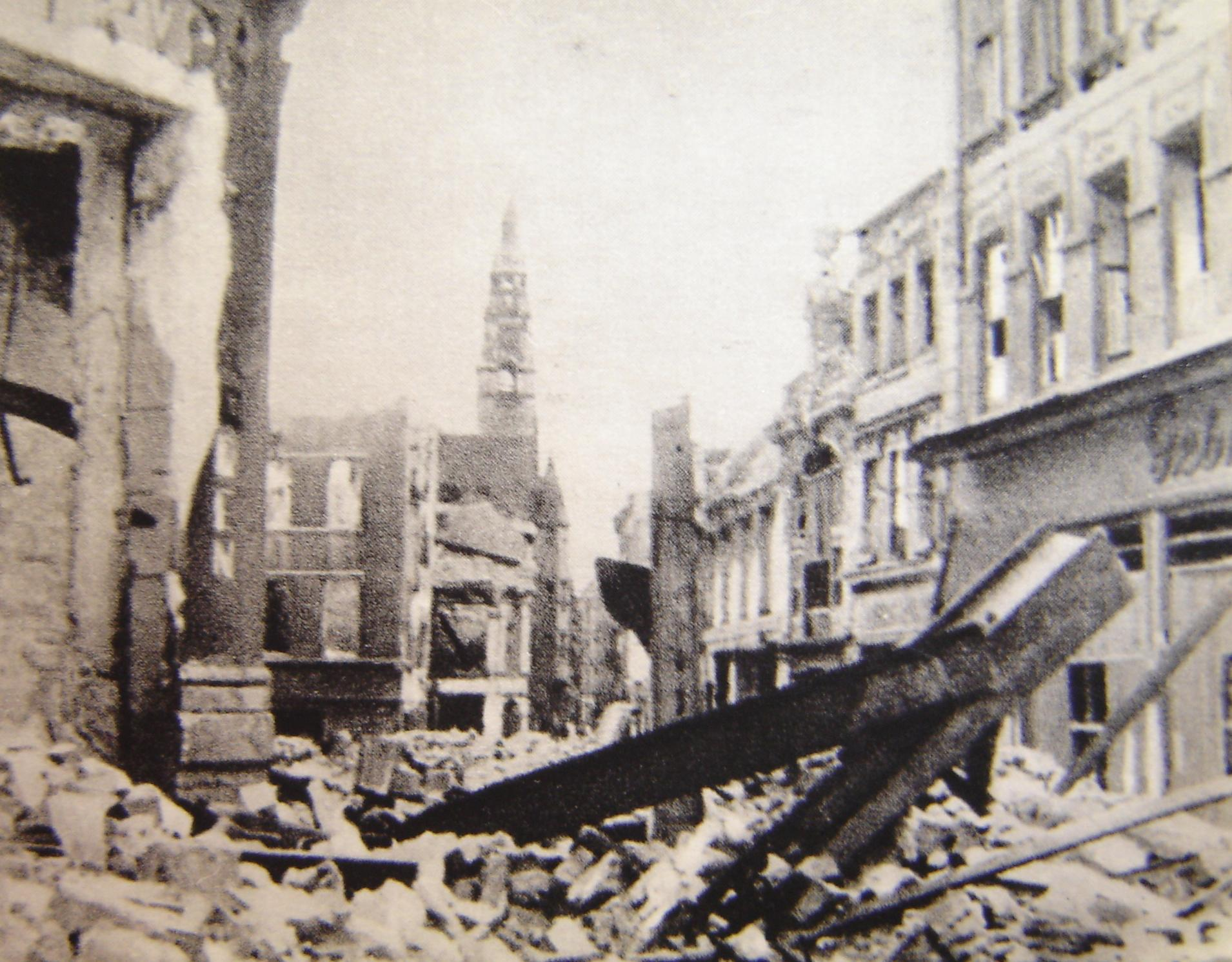
Rok 1945 w Szczecinie

15 października 1939 roku rząd pruski (Preußisches Staatsministerium) podjął uchwałę o utworzeniu Großstadt Stettin (miasto i sąsiednie gminy). Po rozszerzeniu granic miasta w roku 1942 liczba ludności wynosiła 396 tys. W 1944 roku spadła do 373 tys. wskutek wysłania matek z dziećmi na obszary mniej narażone na bombardowania.
W 1944 roku miało miejsce 11 alianckich nalotów na Szczecin. Ich głównym celem był port morski i dzielnica portowa, stocznie oraz główne ośrodki przemysłu zbrojeniowego i chemicznego, tj. Hydrierwerke Pölitz (zob. Operacja Synteza). Bombardowano też dzielnice mieszkalne w śródmieściu, na Starym Mieście i in. Alianci zakładali, że naloty dywanowe osłabią morale ludności III Rzeszy, co ułatwi zwycięstwo nad faszyzmem.
Sprawę przynależności miasta do Polski rozstrzygnięto w wyniku konferencji poczdamskiej (granica była korygowana).
Po delimitacji nastąpił szybki wzrost liczby polskiej ludności Szczecina. Do miasta przyjeżdżali przesiedleńcy z byłych Kresów Wschodnich, jeńcy uwolnieni z niemieckich obozów, osoby wywożone na roboty przymusowe, Polacy uczestniczący w walkach na różnych frontach wojny (zob. PSZ, 2 Korpus Polski), przyjezdni z innych stron Polski. Już w sierpniu 1945 zameldowanych było ponad 17 tys. Polaków, a w grudniu – ponad 26 tysięcy. W roku 1946 liczba ta wzrosła do niemal 109 tysięcy. Brakowało opieki medycznej.

## Losy medyków powstania warszawskiego

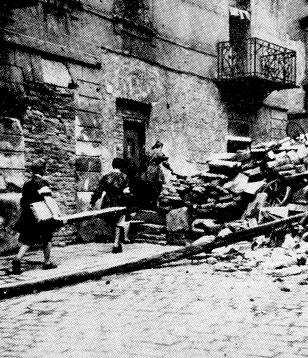
Pomoc medyczna na warszawskiej Starówce

Dla wielu uczestniczących w powstaniu lekarzy i pielęgniarek, którym wojna odebrała możliwość powrotu do przedwojennych miejsc zamieszkania, nauki lub pracy zawodowej (np. warszawiacy, wykładowcy Uniwersytetu Jana Kazimierza we Lwowie lub absolwenci tego Uniwersytetu), tworzenie placówek służby zdrowia w zrujnowanym powojennym Szczecinie i miejscowościach województwa stało się kolejnym wielkim wyzwaniem. Ważnym etapem wspólnej pracy było utworzenie w 1948 roku Pomorskiej Akademii Medycznej z Samodzielnymi Publicznymi Szpitalami Klinicznymi PSK 1 i PSK 2.
PSK1 zorganizowano w dużym nowoczesnym budynku poniemieckim, którego pośpieszna budowa została zakończona w 1938 roku (działalność medyczną rozpoczęto w kwietniu 1939). Szpital uniknął zniszczeń wojennych. W kwietniu 1945 roku został ewakuowany z chorymi, personelem i wyposażeniem przez Greifswald na zachód. Sowieckie władze Szczecina zorganizowały w pustym budynku obóz dla jeńców niemieckich, a następnie stacjonowała w nim jednostka Wojska Polskiego. Równocześnie analizowano możliwości lokalizacji dużego szpitala dla coraz liczniejszej polskiej ludności miasta. Od czerwca 1946 roku budynkami przy ul. Unii Lubelskiej zarządzał Polski Czerwony Krzyż (pełnomocnikiem PCK na Szczecin była od roku 1945 dr Halina Chmielewska – lekarka powstańczej Starówki).
W 1948 roku utworzono w Szczecinie Akademię Lekarską, w której skład weszły w roku 1949 dotychczasowe szpitalne oddziały jako kliniki i zakłady kierowane przez specjalistów, którzy dotarli do Szczecina różnymi wojennymi drogami.
W historii Kliniki Pediatrii zapisane są m.in. nazwiska: Artur Chwalibogowski, Julia Starkiewiczowa, Jerzy Gelber, Maria Prochorow, Janina Jantzen-Remigolska; od roku 1953 w klinice pracowała jako asystentka Amelia Korycka).

b – Samodzielny Publiczny Szpital Kliniczny nr 2 przy ul. Powstańców Wielkopolskich
PSK 2 został w roku 1956 wyodrębniony ze struktury PSK 1 i zlokalizowany na Pomorzanach, w kompleksie budynków zbudowanych w latach 1876-1936. W PSK 2 badania naukowe i działalność kliniczną prowadzili m.in. Mikołaj Prochorow, Zbigniew Pilawski, Irena Konopacka-Semadeni, Witold Starkiewicz, Wanda Andrzejewska. W październiku 2021 roku na dziedzińcu szpitala uroczyście odsłonięto spiżowe popiersie prof. Haliny Pilawskiej

Wśród medyków zaangażowanych w budowę systemu ochrony zdrowia w Szczecinie i województwie szczecińskim (później województwo zachodniopomorskie) znajdowali się byli uczestnicy powstania warszawskiego znani obecnie głównie jako osoby zasłużone dla swoich specjalności lekarskich i swoich placówek medycznych, np.:
ginekologia i położnictwoAndrzej Cretti, Zbigniew Pilawski, Tadeusz Zwoliński
pediatria, chirurgia dziecięca, medycyna społeczna, organizacja służby zdrowiaJan Dorożyński, Edward Drescher, Halina Pilawska, Julia Starkiewiczowa, Amelia Korycka, Halina Chmielewska.
medycyna sądowaTadeusz Marcinkowski
stomatologia, chirurgia stomatologicznaIrena Konopacka-Semadeni
okulistykaAdam Zubczewski, Wanda Zubczewska (zob. też Witold Starkiewicz w okresie wojny)
W wielu przypadkach naświetlenie powojennych losów lekarzy-powstańców jest trudniejsze, niekiedy jedynym źródłem informacji są wyrywkowe dane, gromadzone w Muzeum Powstania Warszawskiego. Starają się zmienić tę sytuację członkowie Koła Historycznego działającego w Okręgowej Izbie Lekarskiej w Szczecinie.

## Upamiętnienie medyków powstania warszawskiego przez Okręgową Izbę Lekarską w Szczecinie

### Komisja Historyczna i biuletynVox Medici
O upamiętnienie postaci powstańców warszawskich, organizujących system ochrony zdrowia w powojennym Szczecinie i województwie zachodniopomorskim wytrwale zabiega Komisja Historyczna Okręgowej Izby Lekarskiej (OIL).
Efektem tej pracy są m.in. publikacje wspomnień o osobach zasłużonych dla miasta i województwa, ukazujące się w miesięczniku OIL Vox Medici, m.in. w cyklu „Lekarze naszego regionu uczestniczący w Powstaniu Warszawskim 1944“ (jest planowana kontynuacja tego cyklu.

Przykłady artykułów opublikowanych w Vox Medici
2008Mieczysław Chruściel, Halina Pilawska, „Pionierka” z cyklu „portret malowany pędzlem i słowem” oraz:
– Jubileusz 90. rocznicy urodzin Pani Profesor Haliny Pilawskiej (2014),
– „Żegnaj Lekarzu Szlachetny” (2017)
– Popiersie profesor Haliny Pilawskiej (2022)
2009Mieczysław Chruściel, Nauczyciel z Ogończykiem w herbie, Portret malowany pędzlem i słowem (osobiste wspomnienie dra Mieczysława Żółtowskiego i jego mistrzów – „generałów” Kliniki Położnictwa i Ginekologii PAM: profesora Tadeusza Zwolińskiego (autora jedynego wówczas podręcznika położnictwa), doc. Mikołaja Prochorowa, Zbigniewa Pilawskiego
2020Maciej Mrożewski, Zbigniew Dworak „Dr Maks” 1917– 1963 – jego życie, bohaterstwo w czasie okupacji i trudne lata powojenne
2021Amelia Korycka, Prof. dr hab. n. med. Edward Drescher (1912–1977), lekarz, bohater wojny z Niemcami i okresu konspiracji, uczestnik Powstania Warszawskiego 1944, organizator szpitalnictwa, dydaktyk i etyk, twórca chirurgii dziecięcej na Pomorzu Zachodnim, współorganizator Izb Lekarskich
2021Grzegorz Wojciechowski, Jan Dorożyński „Adam” (1899–1986). Pracowity życiorys
2021Ireneusz Mazurski, Tadeusz Marcinkowski, ps. Dobrosław (1917–2011), Wojenne losy studenta medycyny, przyszłego profesora
2022Olimpia Sipak, Andrzej Cretti, ps. Górski (1923–2017) Żołnierz AK, student medycyny, powstaniec warszawski „44’’, prof. dr hab. n. med., dr h.c.

### Tablica pamiątkowaPOWSTAŃCY WARSZAWSCY  – LEKARZE SZCZECIŃSCY
9 grudnia 2022 roku przy wejściu do byłej siedziby Okręgowej Izby Lekarskiej przy ul. Curie Skłodowskiej 11 odsłonięto tablicę pamiątkową z listą osób pełniących służbę medyczną w czasie powstania warszawskiego, którzy po wojnie wykonywali swój zawód w Szczecinie.
Za wkład w upamiętnienie tych 31 medyków prezes Okręgowej Rady Lekarskiej, dr Michał Bulsa podziękował dr Amelii Koryckiej oraz dr Maciejowi Mrożewskiemu, przewodniczącemu Komisji Historycznej OIL

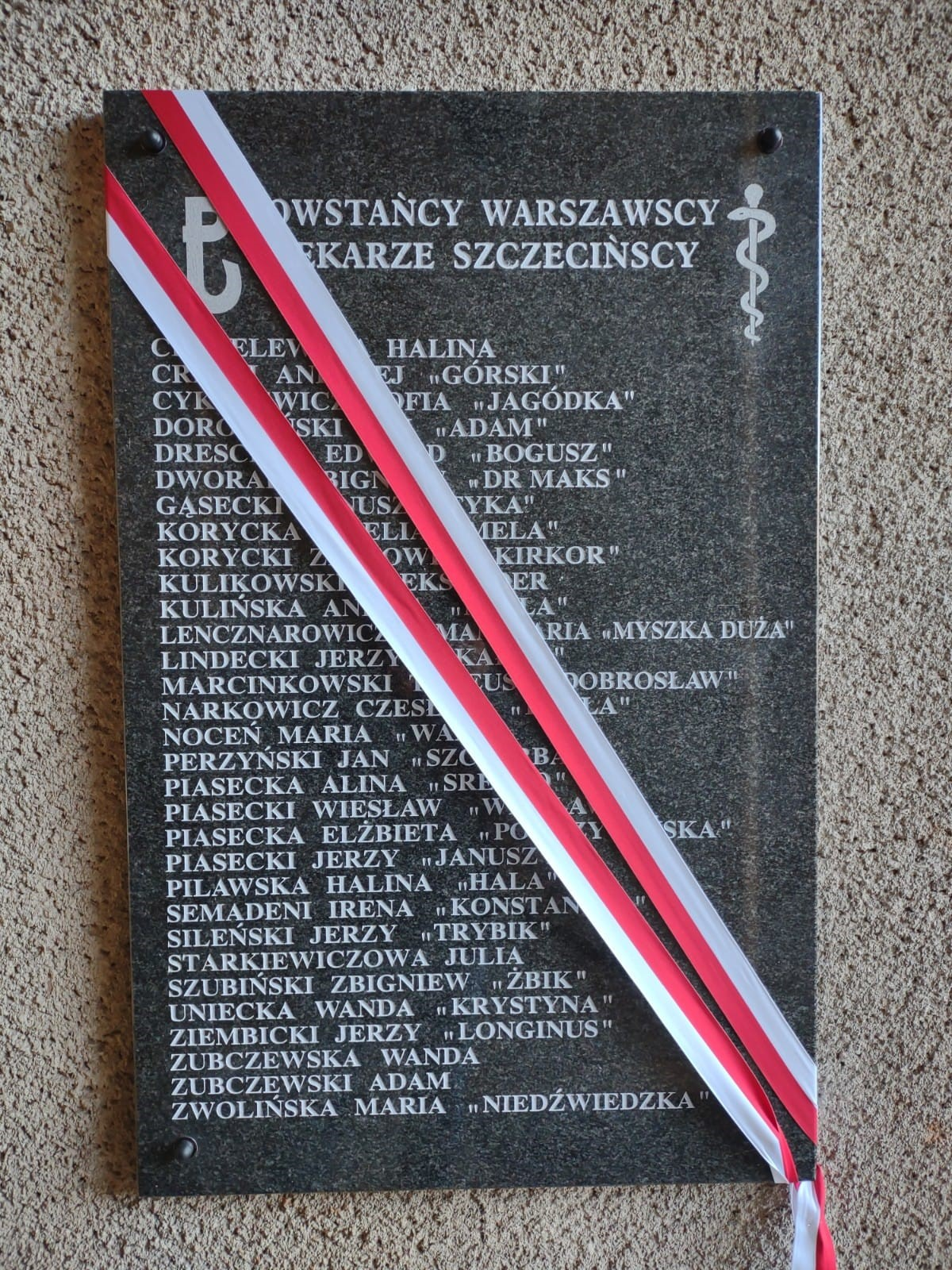
Upamiętnienie 31 lekarzy powstania warszawskiegou9 przez Okręgową Izbę Lekarską w Szczecinie

Amelia Korycka z d. Draber (ps „Mela”) urodziła się w 1926 roku w Sochaczewie. Przeszkolenie medyczne odbyła na kursach sanitarnych organizowanych w Szarych Szeregach. Miała młodszą o dwa lata siostrę Marię (ps. „Maryś”), która w czasie powstania służyła w Dywizjonie Motorowym Obszaru Warszawskiego AK (wychodziła ze Starówki w kolumnie, w której szła również dr Halina Chmielewska i jej córka ”Basia”).
„Mela” pracowała w powstańczym szpitalu przy ul. Poznańskiej 11, którym kierował Edward Drescher (Batalion Zaremba-Piorun, oddział "Bakcyl", dowódca plutonu sanitarnego – por. lek. Jan Dorożyński "Adam"). Po wojnie rozpoczęła studia medyczne w Łodzi. Po czterech latach studiów przeniosła się – z mężem, inżynierem mechanikiem – do Szczecina, na piąty rok PAM. Dyplom otrzymała w 1 sierpnia 1953 roku. W latach 1953–1994 pracowała jako nauczyciel akademicki w 1. Klinice Pediatrycznej, gdzie miała kontakt z innymi byłymi powstańcami.
Po przejściu na emeryturę uczestniczy w spotkaniach Koła Historycznego OIL, pisze artykuły, udziela wywiadów, współpracuje z Instytutem Pamięci Narodowej (Oddział w Szczecinie: „Klub Historyczny im. gen. Stefana Roweckiego”, spotkania „Przystanek Historia”).
Opublikowany w Vox Medici (2021) artykuł Amelii Koryckiej pt. „Prof. dr hab. n. med. Edward Drescher(1912–1977)” dr Maciej Mrożewski poprzedził wstępem, w którym napisał, że wspomnienia pani dr Amelii Koryckiej, uczestniczki tamtych wydarzeń, mają wartość historycznego dokumentu.
W roku 2022 została odznaczona przez prezydenta RP Andrzeja Dudę Krzyżem Oficerskim Orderu Odrodzenia Polski.